# Беднарский, Войцех

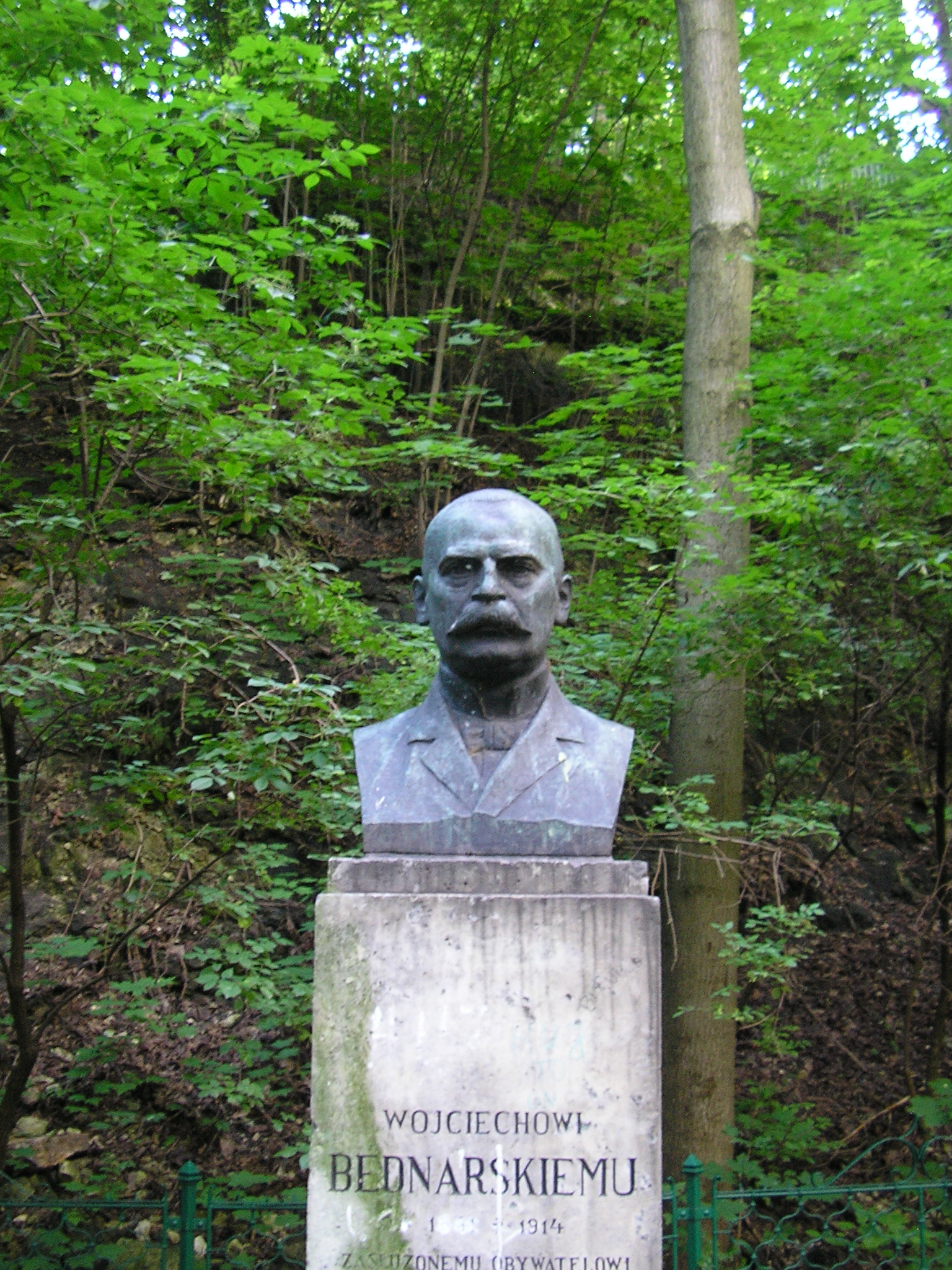
Бюст Войцеха Беднарского в парке его имени в Кракове

Войцех Беднарский (пол. Wojciech Bednarski; 12 января 1841, Кунице (ныне гмина Гдув Малопольское воеводство Польши) — 23 февраля 1914, Подгуже (ныне район Кракова) — польский педагог,  член городского совета Подгуже, общественный деятель.

## Биография
Из крестьян. Получил педагогическое образование. С 1865 года жил и работал в Подгуже. С 1869 по 1894 год был директором первой народной школы.
В 1893 инициировал создание Общество по благоустройству г. Подгуже.
Был инициатором и частично финансировал создание в 1896 году городского парка на месте старых каменоломен в Кшемёнки-Опатовские, ставшего излюбленным местом отдыха жителей Кракова. Ныне парк носит его имя.
Жил в вилле Юлия.
Почётный гражданин Подгуже.
Похоронен на Старом подгурском кладбище.